# Bodešče
Bodešče so naselje v Občini Bled. Jedro vasi stoji na rečno - ledeniški terasi na jugovzhodu Blejskega kota.
Na ledini Dlesc so našli in raziskali 47 skeletnih grobov. Grobni podatki sodijo večidel v mlajšo tvarno kulturo alpskih Slovanov 9. in 10. stoletja.
V zaselku na Pečeh stoji srednjeveška cerkev sv. Lenarta, ki do danes ni doživela veliko sprememb. Nekdaj je spadala pod blejsko faro, danes pripada župniji Ribno.
499 m visoki hrib nad sv. Lenartom se imenuje Gradišče in na njem je bila res prazgodovinska utrjena naselbina. Stena, ki z njega pada na jug, proti Savi, je danes urejena kot plezališče.